# Christopher Rankin
Christopher Rankin (*  1788 im Washington County, Pennsylvania; † 14. März 1826 in Washington, D.C.) war ein US-amerikanischer Politiker. Zwischen 1819 und 1826 vertrat er den ersten Wahlbezirk des Bundesstaates Mississippi im US-Repräsentantenhaus.

## Werdegang
Das genaue Geburtsdatum von Christopher Rankin ist unbekannt. Die Quellen gehen aber von 1788 als seinem Geburtsjahr aus. Er besuchte die Schule in Canonsburg in Pennsylvania. Danach zog er nach Georgia, wo er als Lehrer arbeitete und gleichzeitig Jura studierte. Nach seiner im Jahr 1809 erfolgten Zulassung als Rechtsanwalt begann er in Liberty im Amite County (Mississippi) in seinem neuen Beruf zu arbeiten.
Rankin schloss sich der Demokratisch-Republikanischen Partei an. 1813 war er Mitglied im Abgeordnetenhaus des Mississippi-Territoriums. Im Jahr 1816 zog er nach Natchez, wo er ebenfalls als Rechtsanwalt arbeitete. 1817 war Rankin Mitglied der verfassungsgebenden Versammlung von Mississippi. Damals bewarb er sich auch erfolglos um einen Sitz im US-Senat. In den folgenden Jahren bekleidete er verschiedene lokale Ämter.
Bei den Kongresswahlen des Jahres 1818 wurde er in das US-Repräsentantenhaus in Washington gewählt. Dort löste er am 4. März 1819 George Poindexter ab. Nachdem er 1820, 1822 und 1824 jeweils wiedergewählt wurde, konnte er bis zu seinem Tod am 14. März 1826 im Kongress verbleiben. Dort war er zeitweise Vorsitzender des Ausschusses, der sich mit der Verwaltung der staatlichen Liegenschaften befasste. Christopher Rankin wurde auf dem Kongressfriedhof in Washington beigesetzt.